# Přežitek

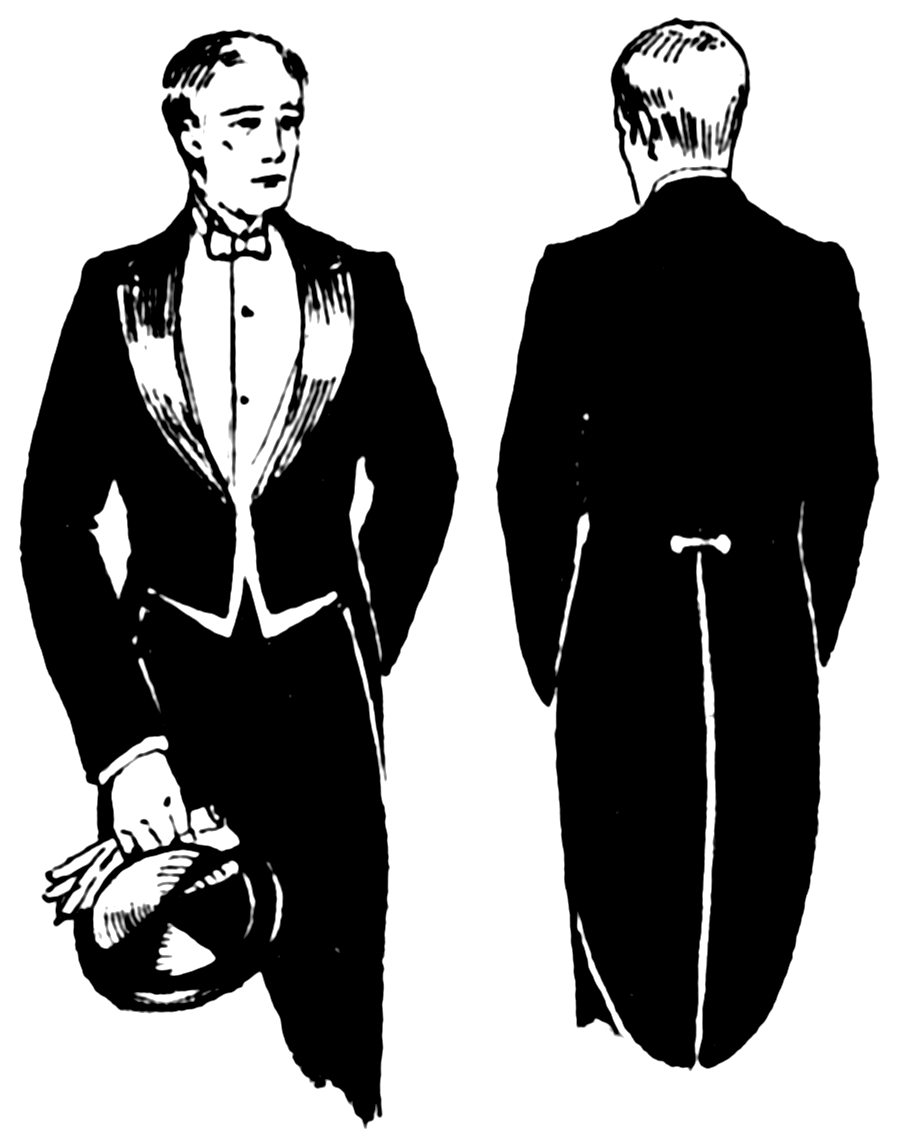
Dlouhé šosy fraku, které představují přežitek ze starších forem obleku

Přežitek, anglicky survival, je v určité společnosti či kultuře jev, jehož původ leží v předcházejícím vývojovém stádiu, ale který přesto přežívá, často v nějak modifikované podobě. Může se jednat o jevy náboženské, pak často označované jako pověry, umělecké formy, morální normy a další fenomény.
Koncepce přežitků je úzce spojená s evolucionistickou antropologií a autorem termínu je antropolog Edward Burnett Tylor, který ho poprvé použil ve svém díle Primitive Culture z roku 1871. Podle Tylora měly mnohé iracionální zvyky a představy v minulosti své racionální opodstatnění, ale v průběhu času ztratily svou funkci či smysl a se současnou kulturou jsou jen povrchně integrovány. Přežitky mohou být i hmotné předměty, Tylor uvádí jako příklad frak, jehož šosy jsou přežitek ze starších obleků, které byly přizpůsobené jízdě na koni. Antropolog John Ferguson McLennan pojem používal pro symbolické formy starších, reálných, praktik, například hrané souboje při příležitosti svateb považoval za pozůstatky skutečných soubojů, které nastávaly v důsledku zvyku ustanovení manželství skrze únos nevěsty.